# ポンペオ・マルケージ
ポンペオ・マルケージ（Pompeo Marchesi,1783年8月7日 - 1858年2月6日）は、イタリアの彫刻家である。ナポレオンが支配した時代からオーストリア支配のロンバルド＝ヴェネト王国であった時代のミラノで働いた彫刻家である。

## 略歴
現在のロンバルディア州ヴァレーゼ県のサルトリオで生まれた。父親はミラノのドゥオーモで働いた石工で、弟のルイージ・マルケージ（Luigi Marchesi: 1799-1874）も彫刻家になった。
少年時代からミラノで父親の仕事を学び、その後、ミラノのブレラ美術アカデミーで彫刻家のジュゼッペ・フランキ（Giuseppe Franchi: 1731–1806）に学んだ。ナポレオンがミラノを統治した時期に、政府から奨学金の援助を受けて 1804年にローマに移り、ローマでは新古典派の彫刻家、アントニオ・カノーヴァの指導を受けた。1810年にミラノに戻り、ナポレオンの命令で、建築家のカルロ・アマティ（Carlo Amati: 1776–1852）の指揮下で建設が再開されたミラノのドゥオーモの装飾彫刻の制作に参加し、この仕事は生涯続くことになった。
1813年に、ミラノのセンピオーネの凱旋門（Arco del Sempione、後に平和の門 Arco della Paceと呼ばれる）のレリーフを制作した彫刻家の一人となった。この門は1838年に完成した。
1814年にナポレオンのイタリア王国が崩壊し、オーストリア支配のロンバルド＝ヴェネト王国が成立した後も、ミラノで最も有力な彫刻家として活動し1816年にコモ大聖堂（Duomo di Como）の装飾彫刻の注文を受けた。ブレラ美術アカデミーでも教えた。
1846年にオーストリアの鉄王冠勲章（Orden der Eisernen Krone）を受章した。1850年に爵位を授与された。

## 作品

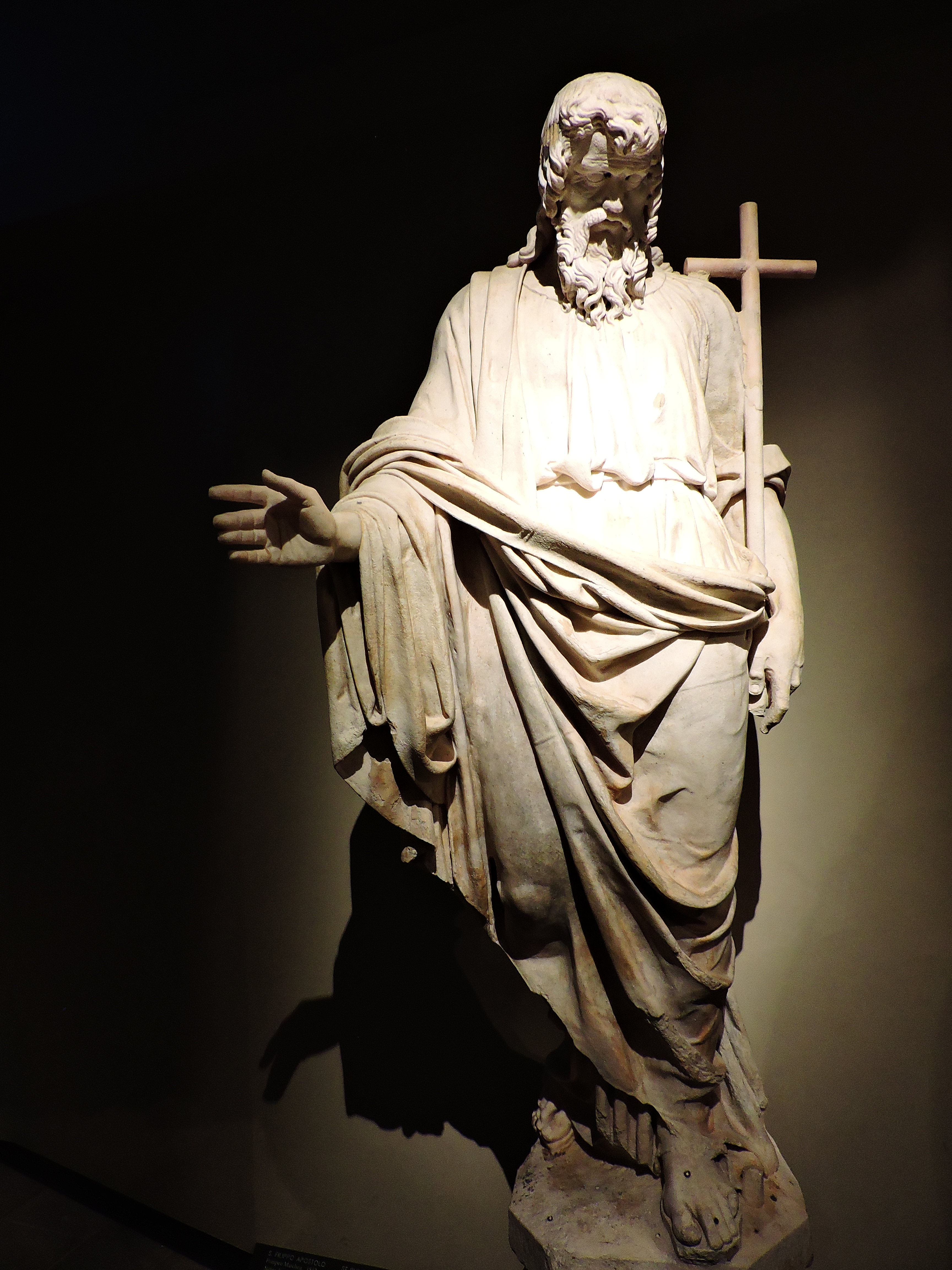
聖フィリポ(1812) Museo del Duomo (Milan)
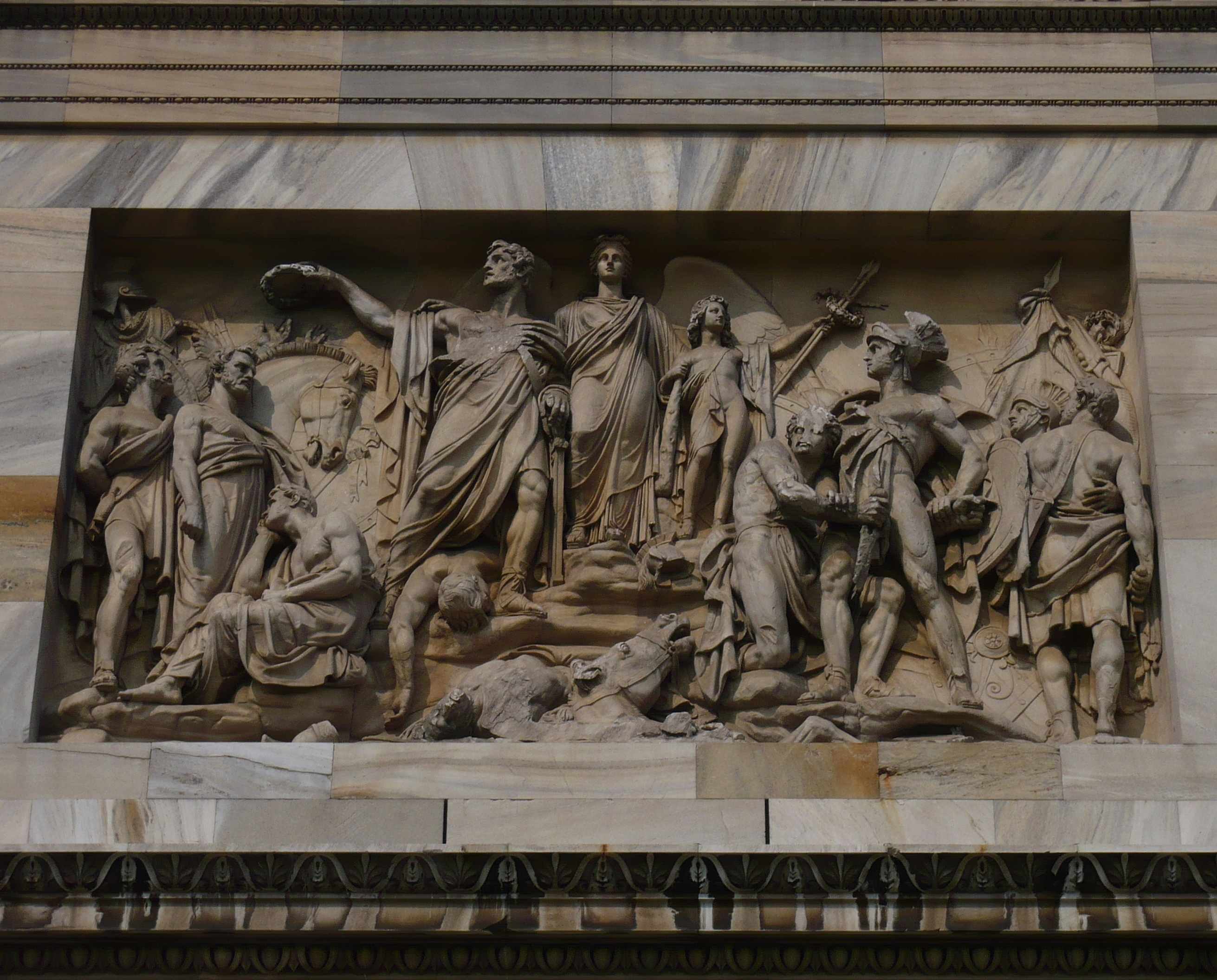
平和の門(Arco della Pace)のレリーフ
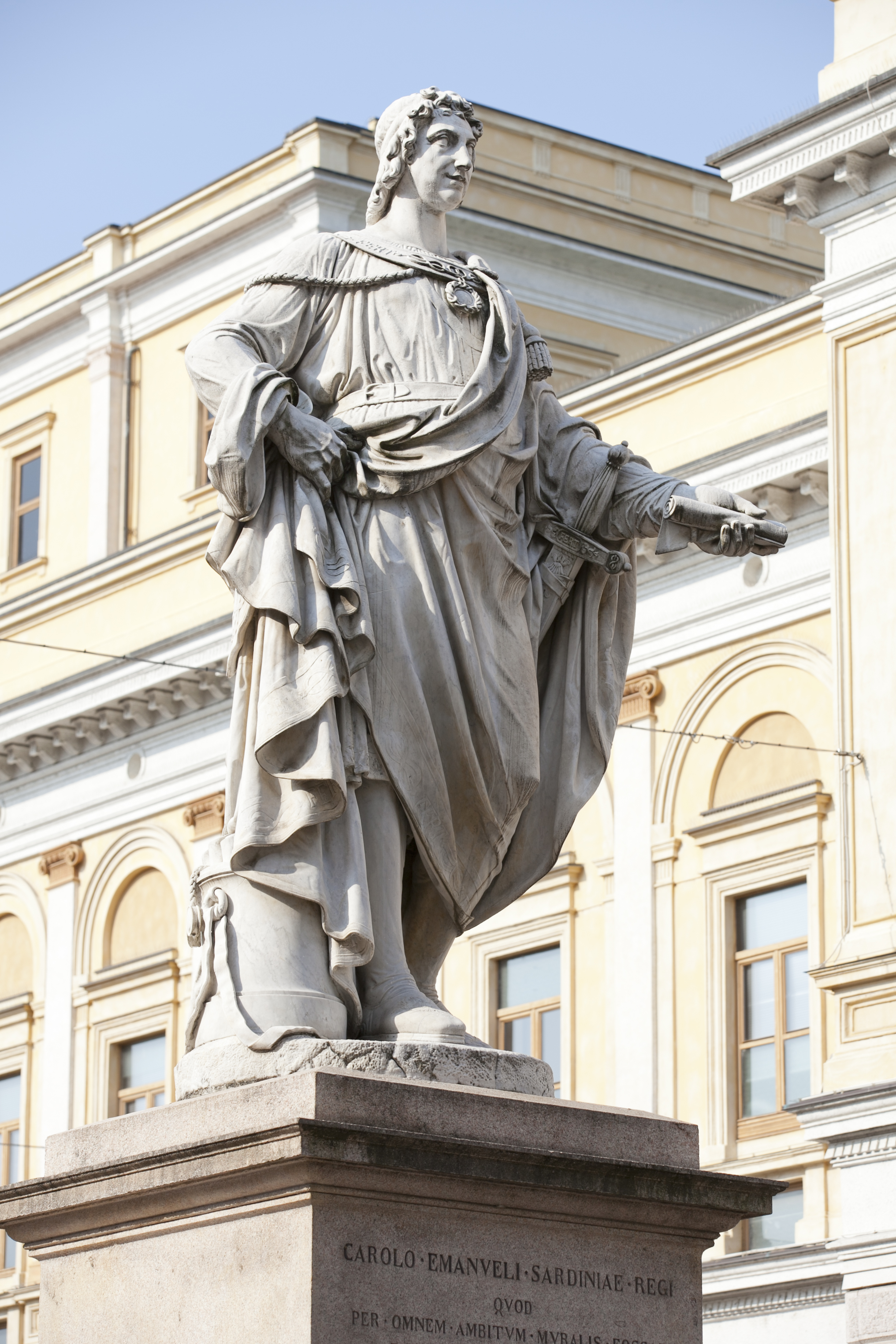
ノヴァーラのカルロ・エマヌエーレ3世のモニュメント(1837)
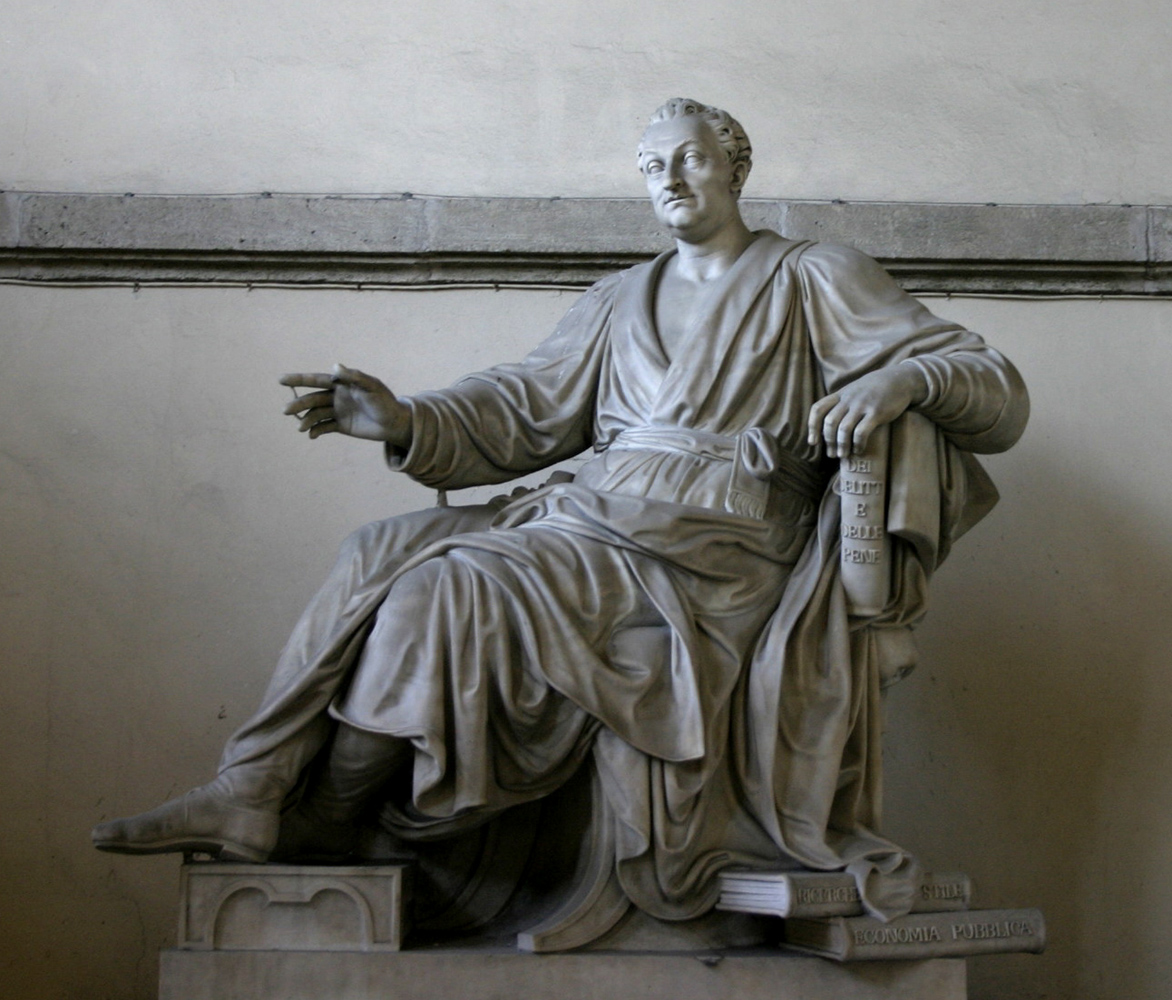
ミラノ、ブレラ宮殿のチェーザレ・ベッカリーアのモニュメント(1837)